# أولاد اكليب الدوار الجديد (أولاد بوعلي)
أولاد اكليب الدوار الجديد هو دُوَّار يقع بجماعة أولاد بو علي الواد، إقليم قلعة السراغنة، جهة مراكش آسفي في المملكة المغربية. ينتمي الدوّار لمشيخة أولاد بوعلي التي تضم 11 دوار. يقدر عدد سكانه بـ 1301 نسمة حسب الإحصاء الرسمي للسكان والسكنى لسنة 2004.

## روابط خارجية
- البوابة الوطنية للجماعات الترابية
- المندوبية السامية للتخطيط